# Trèfle couché
Trifolium campestre
Espèce
Classification phylogénétique
Le trèfle couché ou trèfle champêtre (Trifolium campestre Schreb.) est une espèce de plantes à fleurs de la famille des Fabaceae et du genre Trifolium. C'est une plante herbacée aux fleurs jaune doré commune en Europe.
Autres noms : trèfle jaune, trèfle des champs, trance, triboulet.

## Répartition
Il est commun dans presque toute l'Europe.

### Écologie et habitat
C'est une plante annuelle, parfois bisannuelle, poussant en plaine et en altitude jusqu'à 1 400 mètres. Peut-être d'origine méditerranéenne, elle est aujourd'hui cosmopolite, très largement répandue dans toute l'Europe occidentale, à l'exception des régions les plus froides. Légèrement basophile, elle s'adapte aussi aux sols acides. On la rencontre dans les prés secs, les pelouses rocailleuses, au bord des chemins et sur les dunes. C'est une adventice de nombreuses cultures. Floraison de mai à septembre.

## Description

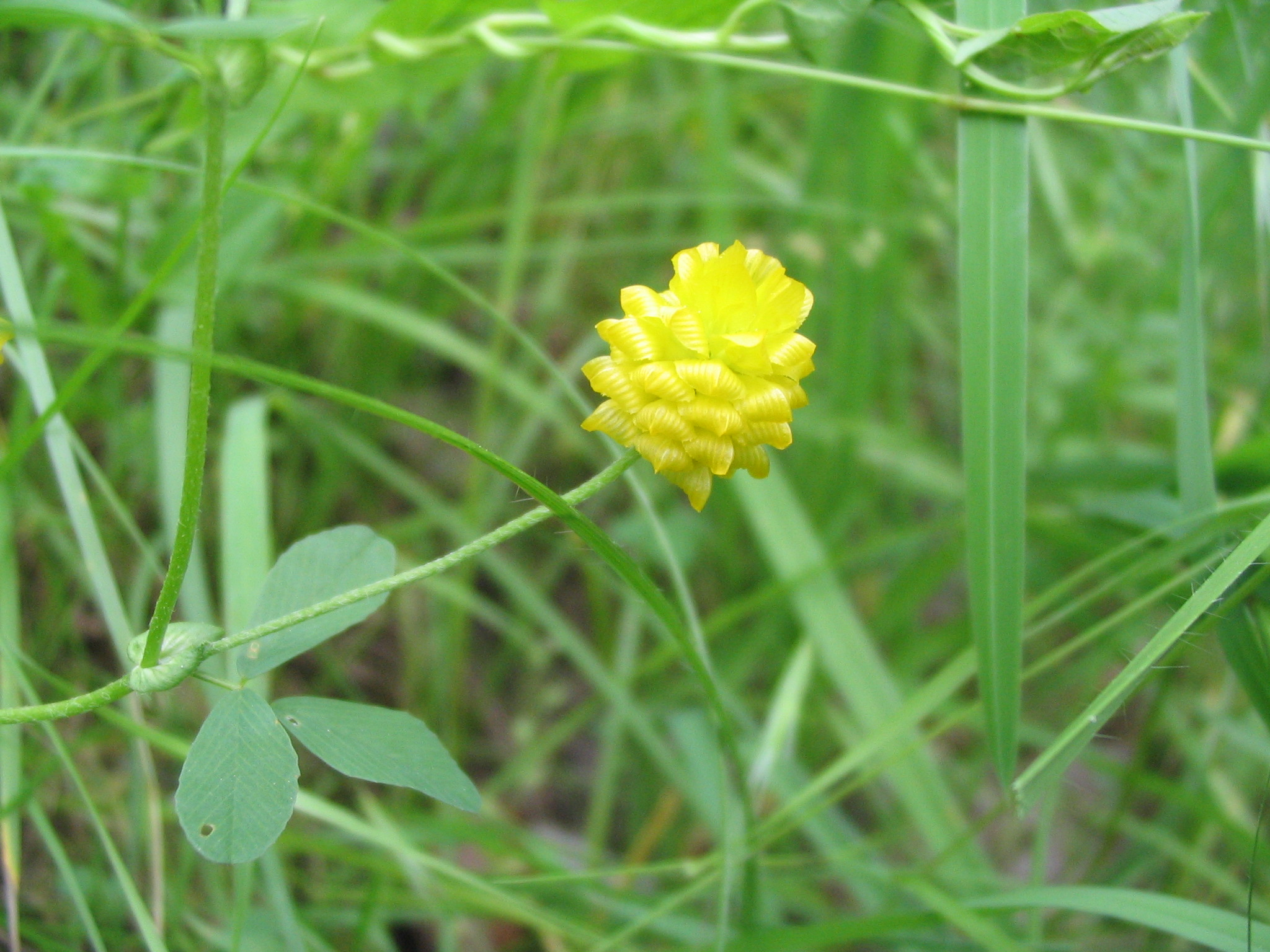
Trifolium campestre.

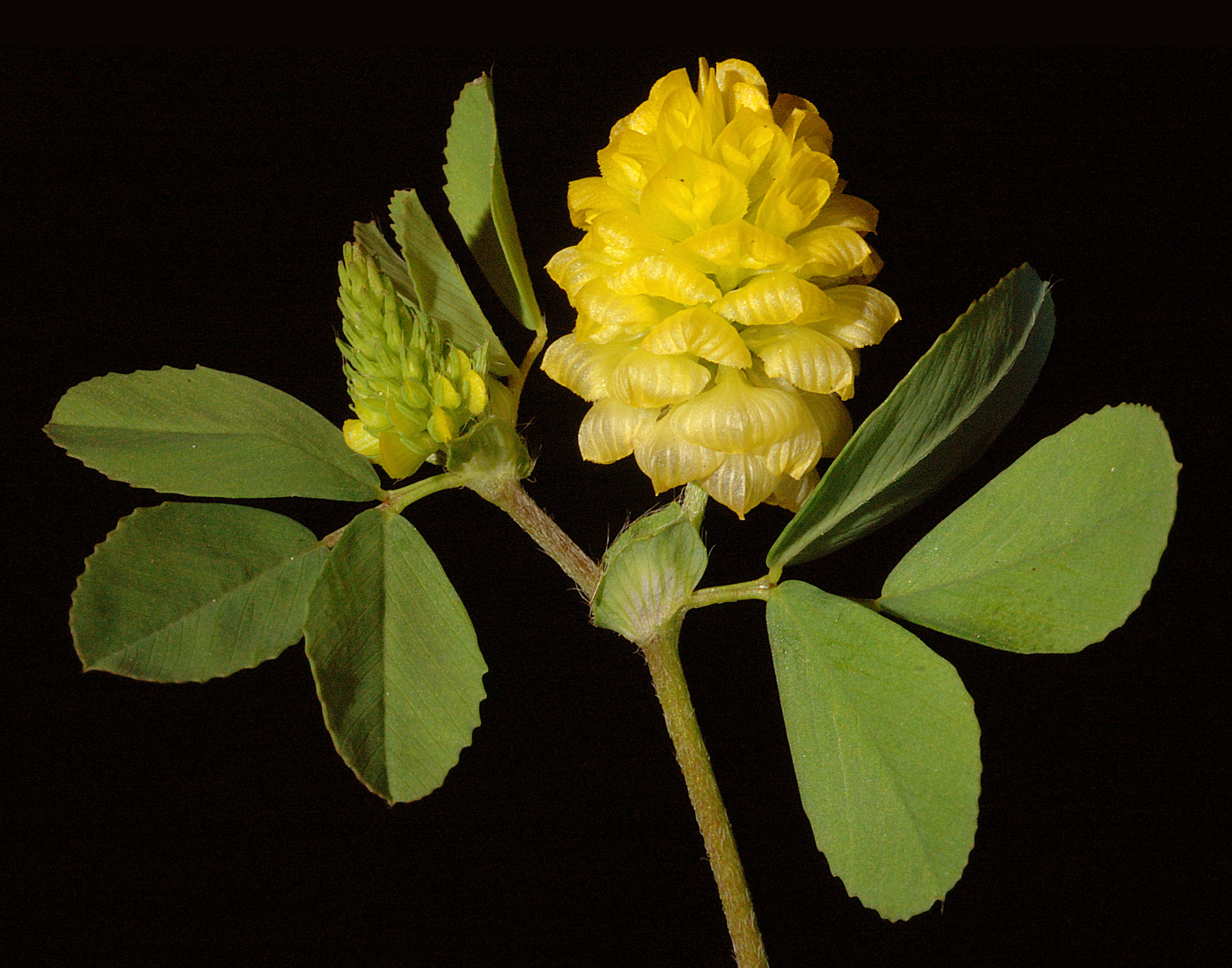
Trifolium campestre.

### Morphologie générale et végétative
C'est une plante herbacée basse (10 à 30 cm) et pubescente, à tige érigée et ramifiée. Feuilles assez peu nombreuses et alternes, pétiolées, avec des stipules ovales, légèrement renflées, à extrémité pointue. Folioles ovales à base rétrécie, finement dentées. La foliole terminale est portée par un assez long pétiolule prolongeant le pétiole de la feuille.

### Morphologie florale
Les fleurs sont hermaphrodites, jaunes, groupées en têtes globuleuses pédonculées (de 20 à 30 fleurs par tête). L'étendard de la corolle, strié, se courbe très vite vers le bas. En se fanant, les fleurs deviennent brunes. Pollinisation par les insectes.

### Fruit et graines
Le fruit est une gousse monosperme (à une graine) recouverte par les pétales desséchés. La dissémination est épizoochore.